# Christián Patiño
Christián Patiño (Los Mochis, 16 agosto 1975) è un ex calciatore messicano, di ruolo attaccante.

## Palmarès

### Club

#### Competizioni nazionali
- Campionato messicano: 1

América: Verano 2002

#### Competizioni internazionali
- CONCACAF Giants Cup: 1

América: 2001